# چاووسی
چاووسی (به لاتین: Chavusy) یک منطقهٔ مسکونی در بلاروس است که در منطقه موگیلف واقع شده‌است. چاووسی ۱۰٬۶۹۲ نفر جمعیت دارد.